# Khichri

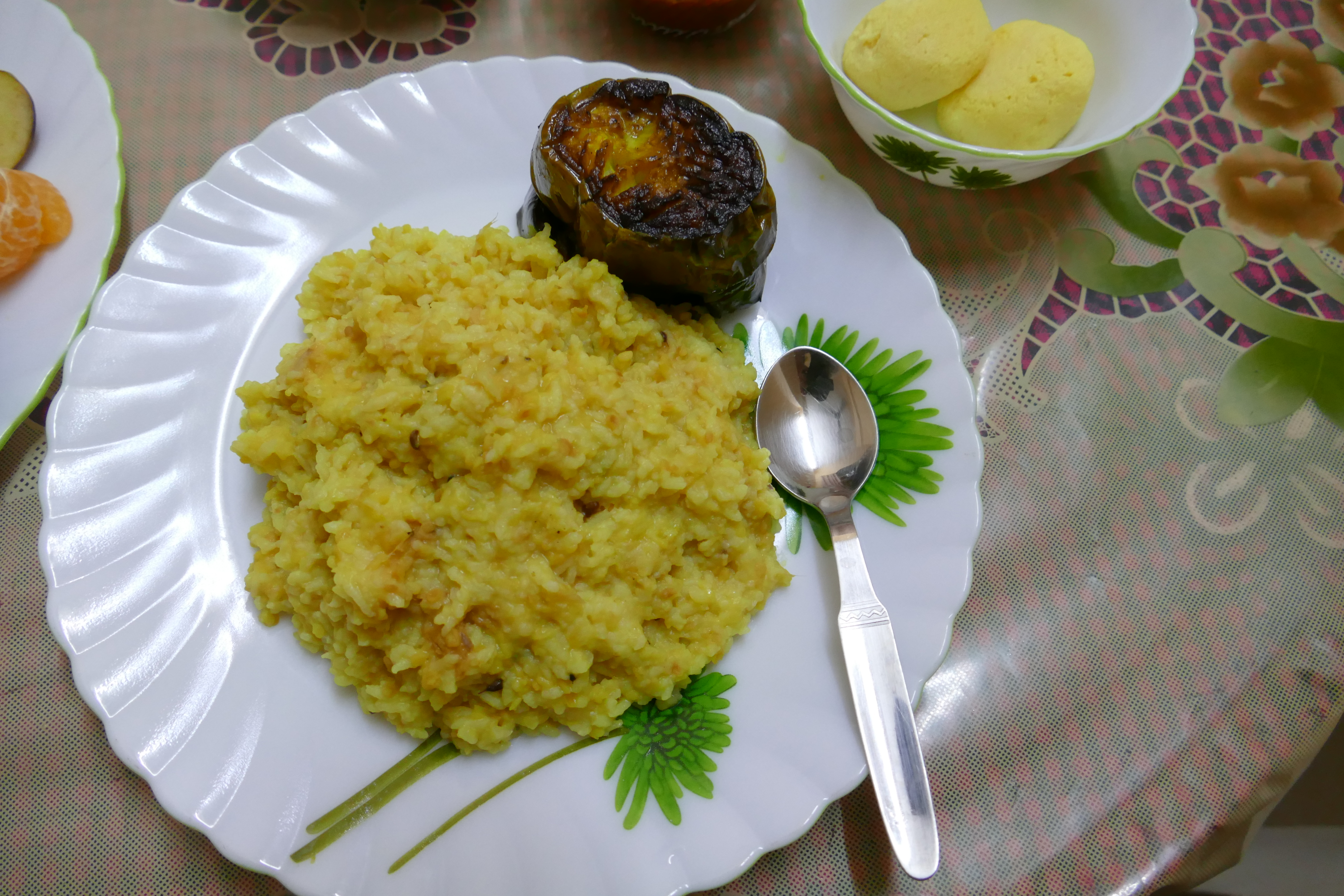
Khichuri mit gebratener Aubergine als Lakshmi Puja Prasad

Khichri (auch Khichari, Khichdi oder Khichadi; Hindi खिचड़ी khicaṛī [ˈkʰɪt͡ʃɽi]; bengalisch খিচুড়ি khicuṛi, Khichuri) ist ein indisches Gericht, dessen Grundzutaten Reis und Linsen sind und das in verschiedenen Teilen Indiens, Pakistans, Nepals und Bangladeschs mit unterschiedlichen weiteren Zutaten zubereitet wird.

## Geschichte
Khichri gilt als eines der ältesten Gerichte Indiens. Der Name stammt von dem Sanskritwort khiccā. Der Reisende Ibn Battuta, der Indien im 14. Jahrhundert besuchte, erwähnt Khichri in seinen Schriften als beliebtes Frühstück. Auch Afanassi Nikitin, ein russischer Reisender derselben Zeit, erwähnt Khichri. Im Mogulreich erfreute Khichri sich offensichtlich großer Beliebtheit, es wird mehrfach in den Essensplänen der Moguln erwähnt. Es gibt mehrere Erwähnungen von Khichri in den Schriften von Abu Fazl, dem Āʾīn-i Akbarī. Es werden darin auch Varianten mit Safran, vielen Gewürzen und mit Trockenfrüchten geschildert. Der französische Reisende Jean-Baptiste Tavernier berichtet im 17. Jahrhundert von einer Variante mit grünen Linsen, Reis und Ghee, die als Abendessen verzehrt wird. Von Aurangzeb sagt man, er habe eine Alamgiri Khichri genannte Variante geschätzt, die Fisch und gekochte Eier enthält. In unterschiedlichen Teilen Indiens wurden Rezepte für Khichri weiter variiert und zu typischen Mahlzeiten in traditionellen Zusammenhängen. 2017 wurde Khichri zum typisch indischen Essen gewählt und auf dem World Food India Event in Delhi präsentiert.
Während der Kolonialzeit kamen die Briten in Kontakt mit der indischen Küche und somit auch mit dem Khichri. In britischen Haushalten in Indien wurde häufig Khichri zum Frühstück serviert, oft zusammen mit Fisch, der in der Regel morgens direkt nach dem Fang konsumiert wurde, da er wegen der Hitze im Laufe des Tages verdorben wäre, sowie mit gekochten Eiern. Durch britische Indien-Heimkehrer wurde das Gericht ins Mutterland gebracht, wo es unter dem Namen Kedgeree zu einem Bestandteil der britischen Küche wurde. Vor allem unter der britischen Oberschicht entwickelte sich Kedgeree zu einem beliebten Frühstücksgericht. Bei der britischen Variante sind Fisch (meist geräucherter Schellfisch) und Eier unverzichtbar; die Linsen wurden dagegen weggelassen.
Ein ähnliches Gericht, bestehend aus Reis, Linsen und Nudeln, existiert auch in Ägypten unter dem Namen Kuschari.

## Trivia
Khichdi wurde als Name für zwei Comedy-Fernsehserien auf Hindi gewählt. Die erste Serie lief 2002 auf dem Sender Star Plus an und war sehr erfolgreich, sie gewann mehr Preise als jede andere Comedy-Fernsehserie in Indien zuvor. Die Serie wurde dennoch 2004 abgesetzt. Die zweite Serie war deutlich weniger erfolgreich und wurde von April bis Juni 2018 ausgestrahlt. Fox Star veröffentlichte 2010 einen auf der ersten Serie basierenden Film mit dem Titel Khichdi - The Movie, für Indien ein ungewöhnliches Vorgehen.
Im November 2017 wurden anlässlich des World Food India Events in Delhi 918 kg Khichri gekocht. Ein Team aus 50 Köchen unter Leitung von Starkoch Sanjeev Kapoor verbrachte eine Nacht mit der Zubereitung, ein über 300 kg schwerer Wok diente als Kochtopf. Dies wurde als Guinness-Weltrekord anerkannt. Das Khichri wurde in der Folge von gemeinnützigen Organisationen an Waisen und andere Bedürftige verteilt.